# 謝大寧
謝大寧（1957年10月13日—），生於新北市瑞芳區，臺灣教授及論政學者。國立師範大學物理系學士、國文研究所碩士、博士。現職佛光大學佛教學系以及中國文學與應用學系教授、國家政策研究基金會董事。專精於中國哲學、中國思想史、佛教思想、傳統經典詮釋與傳統思想現代化議題等學術領域。

## 生平
1975年，畢業於國立臺灣師範大學附屬高級中學。1979年，於台灣師範大學物理學系學士畢業，進入同校中文所，成為牟宗三的弟子。在學期間，曾任臺北市立明倫高級中學物理教師，國立台灣師範大學附屬高級中學國文教師。1989年，取得中文博士，之後進入國立中正大學，成為中文學系副教授。
2003年，中華民國總統大選中，發起連署，反對民進黨候選人陳水扁連任。2004年4月，成立民主行動聯盟，謝大寧任召集人。8月，發起反軍購遊行，反對台灣對美國的軍購案。10月，與張亞中、黃光國等人，邀集七位中研院院士，發表《兩岸和平論述》，提出兩岸統合的主張。
2008年，馬英九當選中華民國總統後，民主行動聯盟解散，重組為兩岸統合學會，謝大寧任秘書長。8月，加入高中課綱檢核小組，推動課綱微調案。

## 曾有職銜
- 國立中正大學校長助理
- 國立中正大學中文學系教授
- 嘉義公民社區大學創辦人
- 國立中正大學中文學系系主任兼中文所所長
- 民主行動聯盟總召集人
- 兩岸統合學會秘書長
- 私立佛光大學中文學系系主任兼中文所所長
- 私立佛光大學研發處處長
- 私立佛光大學佛教研究中心主任
- 私立佛光大學國際處處長

## 學術研究領域
- 中國思想史
- 中國哲學
- 中國經典詮釋

## 著作
- 《儒家圓教底再詮釋：從道德的形上學到溝通倫理學底存有論轉化》（臺北：臺灣學生書局，1996年）
- 《歷史的嵇康與玄學的嵇康》（臺北：文史哲出版社，1997年）
- 《頓悟之道：勝鬘經講記》（臺北：東大圖書公司，2002年）
- 《傾聽語文：大學國文新教室》（臺北：里仁書局，2005年）

## 單篇文章
- 〈丹道所可能引發的哲學難題與機會〉，《中正大學中文學術年刊》11期，2008.6。
- 〈經典的存有論基礎〉續，《中正大學中文學術年刊》9期，2007.6。
- 〈丹道思想的哲學基礎〉，《丹道研究》2期，2007.3。
- 〈譬喻與詮釋──從法華經的譬喻看牟宗三先生的天台詮釋〉，《臺北大學中文學報》1期，2006.7。
- 〈經典的存有論基礎〉，《中正大學中文學術年刊》7期，2005.12。
- 〈「詮釋」與「推證」──朱子格物說的再檢討〉，《中正大學中文學術年刊》6期，2004.12。
- 〈比興的現象學──《詩經》詮釋進路底再檢討〉，《南華通識教育研究》2期，2004.9。
- 〈讓語文教育和經典教育走上正途〉，《經典與人文》2期，2004.3。
- 〈來自種籽學苑的語文教育建言〉，《經典與人文》1期，2004.1。
- 〈湯用彤玄學理論的典範地位及其危機〉，《中正大學中文學術年刊》5期，2003.12。
- 〈佛教與佛教知識〉，《佛教圖書館館訊》31期，2002.9。
- 〈從「證如」與「證悲」看儒佛的分際〉，《中正大學中文學術年刊》4期，2001.12。
- 〈「大一統」觀念的來源及其內容〉，《中正大學中文學術年刊》2期，1999.3。
- 〈攝受正法是攝受如來藏〉下，《香光莊嚴》56期，1998.12。
- 〈攝受正法是攝受如來藏〉上，《香光莊嚴》55期，1998.9。
- 〈如來藏為一切所依〉，《香光莊嚴》54期，1998.6。
- 〈空如來藏與不空如來藏〉，《香光莊嚴》53期，1998.3。
- 〈眾生證顯如來藏即能成佛〉，《香光莊嚴》52期，1997.12。
- 〈中國思想傳統與民主政治〉，《中正大學中文學術年刊》1期，1997.12。
- 〈三乘即是一乘〉，《香光莊嚴》51期，1997.9。
- 〈無始無明住地煩惱力量最大〉下，《香光莊嚴》50期，1997.6。
- 〈無始無明住地煩惱力量最大〉上，《香光莊嚴》49期，1997.3。
- 〈試析〈聲無哀樂論〉之玄理〉，《中國學術年刊》18期，1997.3。
- 〈阿羅漢的煩惱〉下，《香光莊嚴》48期，1996.12。
- 〈阿羅漢的煩惱〉上，《香光莊嚴》47期，1996.9。
- 〈勝鬘經講記(1)--攝受正法,通達究竟一乘〉，《香光莊嚴》46期，1996.6。
- 〈儒學的基源問題--「德」的哲學史意涵〉，《鵝湖學誌》16期，1996.6。
- 〈般若的兩種論式--以龍樹四句和智者四句為例〉，《國立中正大學學報》5:1(人文分冊)，1994.10。
- 〈齊物論釋〉完，《鵝湖》232期，1994.10。
- 〈齊物論釋〉二，《鵝湖》230期，1994.8。
- 〈齊物論釋〉一，《鵝湖》229期，1994.7。
- 〈仁者之樂〉，《國立中正大學學報》4:1(人文分冊)，1993.10。
- 〈儒隱與道隱〉，《國立中正大學學報》3:1(人文分冊)，1992.10。
- 〈「興觀群怨」的美學意涵﹣﹣試論孔子詩教的用心〉，《國立中正大學學報》2:1(人文分冊)，1991.10。
- 〈莊子對孔子的評價〉，《中國學術年刊》12期，1991.4。
- 〈試析華嚴宗「法界緣起」義〉，《國立中正大學學報》1:1(人文分冊)，1990.9。
- 〈論郭象與支遁之逍遙義及支遁義之淵源〉，《中國學術年刊》9期，1987.6。
- 〈「留惑潤生」之義理析釋〉，《慧炬》260/261，1986.3。
- 〈太史公思想研究:「儒」之真義與太史公在思想史上地位之探討〉，《國立臺灣師範大學國文研究所集刊》28期，1984.6。
- 〈永明四料簡「有禪有淨土」偈試釋〉，《慧炬》230/231，1983.9。
- 〈「象山近禪」說的一個新解釋〉，《慧炬》229期，1983.7。
- 〈從「朱陸異同」一個方法論看歷史研究中的主客觀問題〉，《中國學術年刊》5期，1983.6。

## 外部連結
- . 中國時報. 2013-03-05  [2013-07-29]. （原始内容存档于2013-05-12） （中文（臺灣））.